# Miranda fait une partie d'échecs avec Ferdinand, qu'elle accuse, en plaisantant, de tricher
Miranda fait une partie d'échecs avec Ferdinand, qu'elle accuse, en plaisantant, de tricher (1822) est l'un des tableaux les plus connus du peintre français Gillot Saint-Evre (1791-1858), sur le sujet la Tempête de William Shakespeare.

## Historique de l'œuvre
Le tableau a été présenté la première fois par son auteur au Salon parisien de 1822 (no 1161) et, la même année, au Salon de Lille (no 204). La technique est celle de l'huile sur toile. Il est daté et signé « G. St Evre 1822 » en bas à droite. Il mesure 114,50 × 138 cm. Il a été vendu lors d'une vente aux enchères le 31 mars 2016 pour 18 200 euros (lot no 143)[réf. nécessaire]. Le tableau se trouvait jusqu'à cette époque dans une collection privée et inaccessible aux critiques d'art. Il a été acquis par le musée de la Vie romantique, à Paris. Il est représentatif du style troubadour.

## Sujet du tableau
Durant les premières décennies du XIXe siècle, les artistes ont commencé à chercher l'inspiration non plus seulement dans l'Antiquité grecque et romaine, mais aussi dans les récits du Moyen Âge et de la Renaissance. Gillot Saint-Evre a choisi son inspiration dans l'œuvre de Shakespeare pour deux de ses toiles qu'il a exposées au Salon de 1822 : Prospero, duc de Milan, et sa sœur lors d'une tempête dans le vieux bassin (localisation inconnue) et Miranda fait une partie d'échecs avec Ferdinand, qu'elle accuse, en plaisantant, de tricher. Ce sont des épisodes de la pièce La Tempête, jouée pour la première fois devant le roi Jacques VI et Ier et ses courtisans au palais de Whitehall la veille de Toussaint le 1er novembre 1611.
La scène se déroule sur l'île enchantée, où Miranda et son père Prospero se trouvent depuis douze ans. Les personnages principaux de la pièce de Shakespeare sont le jeunes amants Miranda et Fernando, représentés au premier plan avec à l'arrière plan leur père Prospero, duc renversé de Milan, et Alonzo, roi de Naples, qui a organisé le renversement de Prospero pour mettre son frère à sa place. La scène est décrite ainsi à l'acte V de la pièce La Tempête de William Shakespeare,

« (La grotte s’ouvre, et l’on voit dans le fond Ferdinand et Miranda assis et jouant ensemble aux échecs.)
Miranda.

Mon doux seigneur, vous me trichez.
Ferdinand.

Non, mon très-cher amour ; je ne le voudrais pas pour le monde entier.
Miranda.

Oui, et quand même vous voudriez disputer pour une vingtaine de royaumes, je dirais que c’est de franc jeu.
Alonzo.

Si c’est là une vision de cette île, il me faudra perdre deux fois un fils chéri. »

Dans son commentaire au Salon de 1822, Charles-Paul Landon raconte l'histoire qui se passe devant nos yeux : « Miranda, en plaisantant, accuse Ferdinand de  tricher […] le prince se défend en parlant de son amour… Prospero introduit le roi de Naples, lui permettant de voir son fils qu'il croit avoir perdu dans la tempête ».

## Particularités artistiques du tableau
Le peintre habille les personnages avec des costumes des XVIe et XVIIe siècles. Les quatre personnages sont placés dans un cadre théâtral : les deux jeunes gens sont assis au premier plan, éclairés par la flamme rougeoyante d'une bougie. Leurs pères se trouvent dans l'obscurité, sous un froid clair de lune ; ils entrent dans la pièce comme sur une scène de théâtre. Miranda et Ferdinand semblent coupés du monde dans lequel Alonzo et Prospero sont présents.
Deux sources de lumières différentes sont présentes sur la toile : la pâle lumière de la Lune, venant du fond ; la vive lumière de la torche, éclaire les amoureux de côté. Le contraste de la lumière et de l'ombre accentue le côté dramatique des évènements. Les personnages expriment des réactions différentes à deux évènements distincts : Miranda et Ferdinand discutent en plaisantant devant un échiquier. Miranda a un sourire espiègle et Ferdinand est un peu désemparé. Les deux pères qui entrent voient un jeune homme et une jeune fille, mais pour Prospero c'est une satisfaction, tandis que pour Alonzo c'est de l'étonnement parce qu'il croyait que son fils était mort. Le contraste entre les deux attitudes est souligné par l'éclairage particulier. Il rappelle les peintures des artistes hollandais du XVIIe siècle, en particulier Godfried Schalken (1643-1706), connu pour ses effets de lumière à la bougie. 
La plupart des critiques du salon parisien de 1822 sont élogieux à l'égard du tableau. Le président Adolphe Thiers a évoqué la profondeur de la conception, la pureté du style, l'historicité des costumes des personnages, et écrivit dans ses notes à propos de Gillot Saint-Evre : « un jeune artiste qui inspire de grands espoirs ».